# Peltigera occidentalis
Peltigera occidentalis är en lavart som först beskrevs av Å. E. Dahl, och fick sitt nu gällande namn av Kristinsson. Peltigera occidentalis ingår i släktet Peltigera och familjen Peltigeraceae.  Arten är reproducerande i Sverige. Inga underarter finns listade i Catalogue of Life.